# Lipochaeta slossonae
Lipochaeta slossonae är en tvåvingeart som beskrevs av Daniel William Coquillett 1896. Lipochaeta slossonae ingår i släktet Lipochaeta och familjen vattenflugor. Inga underarter finns listade i Catalogue of Life.